# Calgary Wranglers (WHL)
Calgary Wranglers byl kanadský juniorský klub ledního hokeje, který sídlil v Calgary v provincii Alberta. V letech 1977–1987 působil v juniorské soutěži Western Hockey League. Založen byl v roce 1977 po přestěhování týmu Winnipeg Monarchs do Calgary. Zanikl v roce 1987 přestěhováním do Lethbridge, kde byl vytvořen tým Lethbridge Hurricanes. Své domácí zápasy odehrával v hale Stampede Corral s kapacitou 6 450 diváků. Klubové barvy byly červená a bílá.
Nejznámější hráči, kteří prošli týmem, byli např.: Mark Tinordi, Ryan Walter nebo Doug Houda.

## Přehled ligové účasti
Zdroj: 
- 1977–1978: Western Canada Hockey League (Centrální divize)
- 1978–1979: Western Hockey League (Centrální divize)
- 1979–1987: Western Hockey League (Východní divize)